# 5 luglio (Algeria)
In Algeria la data del 5 luglio è legata a diverse ricorrenze importanti. Innanzitutto, in questa giornata si festeggia la ricorrenza dell'indipendenza, acquisita il 5 luglio 1962 dopo una guerra durata quasi otto anni (era scoppiata il 1º novembre 1954). Tale data non è casuale: venne infatti scelta dalle autorità del nascente Stato indipendente, per coincidere con la data dell'entrata dei Francesi ad Algeri il 5 luglio 1830. Il referendum finale, che accettava le risoluzioni degli accordi di Évian avvenne il 1º luglio e de Gaulle proclamò l'Algeria indipendente il 3 luglio. Ma la volontà di far coincidere simbolicamente la data dell'indipendenza con quella dell'arrivo dei Francesi rispondeva ad aspettative di rivalsa che erano profondamente radicate da molto tempo. Già nel XIX secolo, il pio sceicco Mohand (morto nel 1901 e venerato ancor oggi in tutta la Cabilia) profetizzava:
(Cheikh Mohand ou-Lhocine in: Mouloud Mammeri (1989), p. 66.)
Probabilmente è per la forte valenza simbolica di questa data che proprio il 5 luglio 1998 venne scelto come termine per l'entrata in vigore della legge sull'arabizzazione: una legge di chiaro contenuto ideologico, fortemente repressiva nei confronti dell'uso del francese e del berbero, ma anche di fatto velleitaria e spesso inapplicata. Per protestare contro questa scelta, che faceva coincidere la data dell'indipendenza con quella della perdita della identità linguistica e culturale degli Algerini di lingua berbera, il cantautore impegnato Lounès Matoub predispose per lo stesso giorno l'uscita del suo ultimo CD, in cui, con un'operazione altrettanto simbolica, era contenuta Tabratt (la "lettera" di Matoub ai detentori del potere), che cantava (in cabilo), sulle note dell'inno nazionale, un feroce atto di accusa nei confronti del "tradimento" (aɣurru) degli ideali rivoluzionari da parte dei governi antidemocratici succedutisi dopo l'indipendenza. Fu probabilmente questo estremo atto di coraggio del "Ribelle" che gli costò la vita: 10 giorni prima dell'uscita dell'album, il 25 giugno 1998, un commando armato mai identificato lo trucidava mentre tornava a casa sulla sua auto.
Per i Berberi della Cabilia il 5 luglio è legato anche ad altri ricordi. Infatti, lo stadio di Algeri, intitolato proprio a questa data ("Stade 5 juillet") è stato testimone di diversi exploit della Jeunesse Sportive de Kabylie (JSK), la squadra di calcio che per lungo tempo, quando erano vietate le associazioni di ogni tipo, permise ai Cabili di esprimere pubblicamente la loro rivendicazione identitaria. Oltre ai numerosi successi in campo continentale (Coppa d'Africa, Coppa CAF ecc.) maturati in quello stadio, utilizzato per le partite internazionali al posto di quello di Tizi Ouzou, si ricorda la finale vittoriosa della Coppa d'Algeria del 19 giugno 1977, in cui Boumediene venne fortemente contestato dai tifosi che gridavano "Noi non siamo Arabi!". Un evento ricordato anche da canzoni di protesta recenti:
(Oulahlou, Pouvoir assassin (2001).)